# Vieux (Calvados)
Vieux település Franciaországban, Calvados megyében. Lakosainak száma 710 fő (2022. január 1.). Vieux Amayé-sur-Orne, Avenay, Esquay-Notre-Dame, Feuguerolles-Bully, Fontaine-Étoupefour és Maltot községekkel határos.

## Népesség
A település népessége az elmúlt években az alábbi módon változott:
| Lakosok száma | 398  | 509  | 671  | 579  | 725  | 716  | 686  | 678  | 675  | 710  |
|               | 1968 | 1982 | 1990 | 2006 | 2013 | 2015 | 2017 | 2019 | 2020 | 2022 |